# Jochen Glaeser
Jochen Klaus Glaeser (* 13. Februar 1943 in Dresden) ist ein deutscher Politiker und Verbandsfunktionär.
Nach dem Studium war Glaeser beim Regierungspräsidium Freiburg, seit 1975 beim Landratsamt Breisgau-Hochschwarzwald tätig. Er stieg 1987 zum Regierungsvizepräsidenten beim Regierungspräsidium Freiburg auf. Von 1993 bis 2008 war Glaeser Landrat des Landkreises Breisgau-Hochschwarzwald.
Glaeser ist Träger des Bundesverdienstkreuzes 1. Klasse und war von 1997 bis 2023 Präsident des DRK-Landesverbandes Badischen Roten Kreuzes.